# Марку Канейра
Марку Канейра (порт. Marco Caneira, нар. 9 лютого 1979, Сінтра) — португальський футболіст, що грав на позиції захисника.
Виступав, зокрема, за «Спортінг», «Бордо» та «Валенсію», з якою став володарем Суперкубка УЄФА та Кубка Іспанії, а також національну збірну Португалії, у складі якої був учасником двох чемпіонатів світу.

## Клубна кар'єра
Народився 9 лютого 1979 року в місті Сінтра. Вихованець футбольної школи клубу «Спортінг». У 1997 році Канейра значився вже в основній команді клубу, провівши один матч Марко був відданий в оренду клубу «Салгейруш». У складі «Салгейруша» молодий захисник провів всього 3 матчі. По закінченні оренди Марко був знову відданий в оренду, на цей раз в клуб «Бейра-Мар». У складі «Бейра-Мара» Канейра отримав місце в основному складі. У чемпіонаті Португалії сезону 1998/99 Марко провів 12 матчів, а його клуб зайняв 16 місце в чемпіонаті. Крім цього молодий футболіст разом з клубом виграв Кубок Португалії, хоча у фінальному матчі на поле не виходив
Сезон 1999/00 Марко знову провів в оренді, на цей раз в клубі «Алверка», в якому Канейра провів 17 матчів. Повернувшись з оренди в «Спортінг» Канейра був проданий італійському «Інтернаціонале». Міланський клуб негайно віддав гравця в «Реджину», на правах спільного володіння. Після сезону він був викуплений з «Реджини» і відправлений в оренду в португальську «Бенфіку».
У сезоні 2002/03 виступав на правах оренди у французькому «Бордо». Саме в «Бордо» Канейра отримував більше ігрового часу, в чемпіонаті Франції сезону 2002/03 Марко провів 30 матчів. По закінченні оренди, права на Канейру були викуплені «Бордо» у «Інтера». Французький клуб підписав з португальцем чотирирічний контракт. 
Ставши повноцінним гравцем «Бордо» Канейра за сезон провів 35 матчів, після чого в 2004 році був відданий в оренду іспанській «Валенсії». В тому ж році Марко став володарем Суперкубка Європи, хоча Марку так і не вийшов на поле, залишившись в запасі. У «Валенсії» Марко відразу закріпився в основному складі, в чемпіонаті Іспанії сезону 2004/05 Марко провів 25 матчів і забив один м'яч. Після закінчення оренди «Валенсія» викупила у «Бордо» права на Канейру. У сезоні 2005/06 Марку зіграв лише п'ять матчів. 
У січні 2006 року Марко був відданий в оренду своєму колишньому клубу «Спортінгу». В лісабонській команді Канейра став невід'ємною частиною оборони португальського клубу. Марко так само відзначився голом у матчі Ліги чемпіонів сезону 2006/07 проти італійського «Інтера», який відбувся 12 вересня 2007 року, матч закінчився з рахунком 1:0. У складі «Спортінга» Марко став володарем кубка Португалії 2007 року. У серпні 2007 року Марко повернувся в «Валенсію», в якій провів 17 матчів і став володарем Кубку Іспанії. 
25 червня 2008 року Канейра підписав чотирирічний контракт зі «Спортінгом», сума трансферу угоди між клубами не розголошується. Він був основним гравцем у першому сезоні, з'явивших в 32 офіційних матчах (21 з них у чемпіонаті, допомагаючи своїй команді завершити сезон на другому місці), але у наступні роки втратив місце, через що у сезоні 2010/11 років не зіграв жодного матчу і покинув клуб у червні 2011 року.
В останній день літнього трансферного вікна 2011 року 32-річний Канейра підписав контракт з угорським «Відеотоном», де возз'єднався з трьома співвітчизниками, включаючи колишнього товариша по збірній Паулу Соузу, який був головним тренером клубу. З командою Марку 2011 року виграв Суперкубок країни, а 2012 року Кубок ліги та ще один національний Суперкубок. Канейра покинув клуб в кінці сезону 2014/15, зігравши лише три матчі в останньому сезоні, якій став чемпіонським для клубу. Після цього 36-річний футболіст завершив професійну ігрову кар'єру та приєднався до любителів SRD Negrais у Лісабонській футбольній асоціації.

## Виступи за збірні
Свій шлях у збірних Марку почав з виступів за юнацьку збірну Португалії (до 16 років), з якою Канейра виграв юнацький Чемпіонат Європи 1995 року. Марко так само виступав за молодіжну збірну (до 18 років), з якою став фіналістом молодіжного чемпіонату Європи 1997 року.
Протягом 1999—2000 років залучався до складу молодіжної збірної Португалії.
27 березня 2002 року дебютував в офіційних матчах у складі національної збірної Португалії в зустрічі проти Фінляндії (1:4). Того ж року поїхав у складі збірної на чемпіонат світу 2002 року в Японії і Південній Кореї, проте на поле не виходив.
Через чотири роки у складі збірної був учасником чемпіонату світу 2006 року у Німеччині. Цього разу зіграв на «мундіалі» лише в одному матчі групового етапу проти Мексики (2:1).
Протягом кар'єри у національній команді, яка тривала 7 років, провів у формі головної команди країни 25 матчів.

## Статистика виступів

### Статистика клубних виступів
| Сезон                | Команда              | Чемпіонат            | Чемпіонат | Чемпіонат | Національний кубок | Національний кубок | Національний кубок | Континентальні кубки | Континентальні кубки | Континентальні кубки | Інші змагання | Інші змагання | Інші змагання | Усього | Усього |
| Сезон                | Команда              | Ліга                 | Ігор      | Голів     | Ліга               | Ігор               | Голів              | Ліга                 | Ігор                 | Голів                | Ліга          | Ігор          | Голів         | Ігор   | Голів  |
| -------------------- | -------------------- | -------------------- | --------- | --------- | ------------------ | ------------------ | ------------------ | -------------------- | -------------------- | -------------------- | ------------- | ------------- | ------------- | ------ | ------ |
| 1995–96              | «Спортінг»           | ПЛ                   | 1         | 0         | КП                 | 0                  | 0                  | -                    | -                    | -                    | -             | -             | -             | 1      | 0      |
| 1997–98              | «Салгейруш»          | ПЛ                   | 3         | 0         | КП                 | 0                  | 0                  | -                    | -                    | -                    | -             | -             | -             | 3      | 0      |
| 1998–99              | «Бейра-Мар»          | ПЛ                   | 12        | 0         | КП                 | 0                  | 0                  | -                    | -                    | -                    | -             | -             | -             | 12     | 0      |
| 1999–00              | «Алверка»            | ПЛ                   | 17        | 0         | КП                 | 0                  | 0                  | -                    | -                    | -                    | -             | -             | -             | 17     | 0      |
| 2000–01              | «Реджина»            | A                    | 22        | 0         | КІ                 | 0                  | 0                  | -                    | -                    | -                    | -             | -             | -             | 22     | 0      |
| 2001–02              | «Бенфіка»            | ПЛ                   | 27        | 0         | КП                 | 2                  | 0                  | -                    | -                    | -                    | -             | -             | -             | 29     | 0      |
| 2002–03              | «Бордо»              | Л1                   | 30        | 0         | КФ                 | 0                  | 0                  | КУЄФА                | 6                    | 0                    | -             | -             | -             | 36     | 0      |
| 2003–04              | «Бордо»              | Л1                   | 35        | 0         | КФ                 | 0                  | 0                  | КУЄФА                | 9                    | 0                    | -             | -             | -             | 44     | 0      |
| Усього за «Бордо»    | Усього за «Бордо»    | Усього за «Бордо»    | 65        | 0         |                    | 0                  | 0                  |                      | 15                   | 0                    |               | -             | -             | 80     | 0      |
| 2004–05              | «Валенсія»           | ПД                   | 22        | 1         | КІ                 | 0                  | 0                  | -                    | -                    | -                    | -             | -             | -             | 22     | 1      |
| 2005–06              | «Валенсія»           | ПД                   | 8         | 0         | КІ                 | 0                  | 0                  | -                    | -                    | -                    | СІ            | 1             | 0             | 9      | 0      |
| 2005–06              | «Спортінг»           | ПЛ                   | 15        | 1         | КП                 | 0                  | 0                  | -                    | -                    | -                    | -             | -             | -             | 15     | 1      |
| 2006–07              | «Спортінг»           | ПЛ                   | 25        | 0         | КП                 | 0                  | 0                  | -                    | -                    | -                    | -             | -             | -             | 25     | 0      |
| 2007–08              | «Валенсія»           | ПД                   | 19        | 0         | КІ                 | 6                  | 0                  | -                    | -                    | -                    | -             | -             | -             | 25     | 0      |
| Усього за «Валенсію» | Усього за «Валенсію» | Усього за «Валенсію» | 49        | 1         |                    | 6                  | 0                  |                      | -                    | -                    |               | 1             | 0             | 56     | 1      |
| 2008–09              | «Спортінг»           | ПЛ                   | 21        | 0         | КП+КЛ              | 0+3                | 0                  | -                    | -                    | -                    | -             | -             | -             | 1      | 0      |
| 2009–10              | «Спортінг»           | ПЛ                   | 7         | 0         | КП+КЛ              | 1+0                | 0                  | -                    | -                    | -                    | СП            | 1             | 0             | 1      | 0      |
| 2010–11              | «Спортінг»           | ПЛ                   | 0         | 0         | КП                 | 0                  | 0                  | -                    | -                    | -                    | -             | -             | -             | 1      | 0      |
| Усього за «Спортінг» | Усього за «Спортінг» | Усього за «Спортінг» | 69        | 1         |                    | 4                  | 0                  |                      | -                    | -                    |               | 1             | 0             | 74     | 1      |
| 2011–12              | «Відеотон»           | НБ І                 | 21        | 0         | КУ                 | 5                  | 0                  | -                    | -                    | -                    | -             | -             | -             | 1      | 0      |
| 2012–13              | «Відеотон»           | НБ І                 | 20        | 1         | КУ                 | 4                  | 0                  | -                    | -                    | -                    | -             | -             | -             | 1      | 0      |
| 2013–14              | «Відеотон»           | НБ І                 | 23        | 0         | КУ                 | 2                  | 0                  | -                    | -                    | -                    | -             | -             | -             | 1      | 0      |
| 2014–15              | «Відеотон»           | НБ І                 | 3         | 0         | КУ                 | 1                  | 0                  | -                    | -                    | -                    | -             | -             | -             | 1      | 0      |
| Усього за «Відеотон» | Усього за «Відеотон» | Усього за «Відеотон» | 67        | 1         |                    | 12                 | 0                  |                      | -                    | -                    |               | -             | -             | 79     | 1      |
| Усього за кар'єру    | Усього за кар'єру    | Усього за кар'єру    | 331       | 3         |                    | 22                 | 0                  |                      | 15                   | 0                    |               | 2             | 0             | 370    | 3      |

## Досягнення
«Бейра-Мар»
- Володар Кубка Португалії: 1998–99

«Валенсія»
- Володар Кубка Іспанії: 2007–08
- Володар Суперкубка УЄФА: 2004

«Спортінг»
- Володар Кубка Португалії: 2006–07
- Володар Суперкубка Португалії: 2008

Відеотон
- Чемпіон Угорщини: 2014–15
- Володар Суперкубка Угорщини: 2011, 2012
- Володар Кубка угорської ліги: 2011–12

Португалія U-16
- Чемпіон Європи серед 16-річних: 1995

### Індивідуальні
- Медаль за заслуги, Орден Непорочного Зачаття Віла Віскози (Дому Браганса)[14]